# Municipio de Washington (condado de Jackson, Kansas)
El municipio de Washington (en inglés: Washington Township) es un municipio ubicado en el condado de Jackson en el estado estadounidense de Kansas. En el año 2010 tenía una población de 582 habitantes y una densidad poblacional de 4,18 personas por km².

## Geografía
El municipio de Washington se encuentra ubicado en las coordenadas 39°15′7″N 95°56′19″O / 39.25194, -95.93861. Según la Oficina del Censo de los Estados Unidos, el municipio tiene una superficie total de 139.31 km², de la cual 139,14 km² corresponden a tierra firme y (0,12 %) 0,17 km² es agua.

## Demografía
Según el censo de 2010, había 582 personas residiendo en el municipio de Washington. La densidad de población era de 4,18 hab./km². De los 582 habitantes, el municipio de Washington estaba compuesto por el 91,92 % blancos, el 5,84 % eran amerindios, el 0,69 % eran de otras razas y el 1,55 % eran de una mezcla de razas. Del total de la población el 4,47 % eran hispanos o latinos de cualquier raza.